# Regering van Frankrijk
De regering van Frankrijk, officieel de Regering van de Franse Republiek (Frans: Gouvernement français en Gouvernement de la République française), bepaalt en voert de jure (op grond van artikel 20 van de grondwet) het beleid van de Franse Republiek. Ze vormt samen met de President de uitvoerende macht. In tegenstelling tot de President heeft de regering een vertrouwensrelatie met de Assemblée nationale, en fungeert in die rol als een soort buffer tussen de President en het parlement.

## Samenstelling
De regering bestaat uit de eerste minister, ministers, ministers-gedelegeerde en staatssecretarissen (indien die benoemd zijn). De eerste minister (Premier ministre) wordt benoemd door de President. De ministers, gedelegeerde ministers en staatssecretarissen worden door de eerste minister voorgedragen voor benoeming door de President, wiens benoemingen hij medeondertekent. Buiten periodes van cohabitation kan de President grote invloed uitoefenen op de samenstelling van de regering. Hij zal altijd een premier met hetzelfde gedachtegoed proberen te benoemen (een rechtse president benoemt doorgaans een rechtse premier, een linkse president een linkse premier). Heeft zijn partij geen meerderheid in de Assemblée, dan zal hij die in de regel eerst alsnog proberen te krijgen door gebruik te maken van zijn recht de Assemblée te ontbinden.

### Premier ministre
De eerste minister is de chef du gouvernement (art. 21 Const). Hij zit echter niet de ministerraad voor. Dat doet de President. Buiten tijden van cohabitation heeft de premier weinig eigen macht. In tijden van cohabitation zit de premier wel geregeld een aparte kabinetsraad (conseil de cabinet) voor. Van deze raad maakt de President geen deel uit. De kabinetsraad bereidt dan de ministerraad voor.

## Bevoegdheden
De regering is medewetgever (samen met de Assemblée en de Senát) op de gebieden die staan opgesomd in artikel 34 van de grondwet. De premier heeft een eigen initiatiefrecht (art. 39, alinea 1, Const.). Op de overige gebieden heeft de regering volledige materiële wetgevingsbevoegdheid. Dit vloeit voort uit art. 21, alinea 1, Const: "Il assure l'exécution des lois." Deze oefent zij uit in de vorm van decreten (décret, vergelijkbaar met de Nederlandse algemene maatregel van bestuur). Hiermee kan zij ook uitvoering geven aan wetten in formele zin, zelfs als daarvoor geen uitdrukkelijke grondslag wordt gegeven in die wet. Zo kan de regering achteraf nog veel invloed uitoefenen op de uitwerking van een wet.